# Saint-Laurent-l’Abbaye
Saint-Laurent-l’Abbaye ist eine französische Gemeinde mit 216 Einwohnern (Stand: 1. Januar 2022) im Département Nièvre in der Region Bourgogne-Franche-Comté. Sie gehört zum Arrondissement Cosne-Cours-sur-Loire und zum Kanton Pouilly-sur-Loire.

## Lage
Saint-Laurent-l’Abbaye liegt etwa 35 Kilometer nordnordwestlich von Nevers. Nachbargemeinden von Saint-Laurent-l’Abbaye sind Saint-Martin-sur-Nohain im Westen, Norden und Osten, Saint-Quentin-sur-Nohain im Osten und Südosten sowie Saint-Andelain im Süden und Südwesten.

## Bevölkerungsentwicklung
| Jahr                       | 1962 | 1968 | 1975 | 1982 | 1990 | 1999 | 2006 | 2011 | 2020 |
| Einwohner                  | 241  | 224  | 210  | 177  | 209  | 207  | 227  | 238  | 214  |
| Quellen: Cassini und INSEE |      |      |      |      |      |      |      |      |      |

## Sehenswürdigkeiten
- Kirche Saint-Laurent
- Reste des Klosters Saint-Laurent-lès-Cosne, wohl schon im 6. Jahrhundert begründet, zum Kloster erhoben um 1085, seit 1996 als Monument historique klassifiziert (Portal heute im Philadelphia Museum of Art zu sehen)

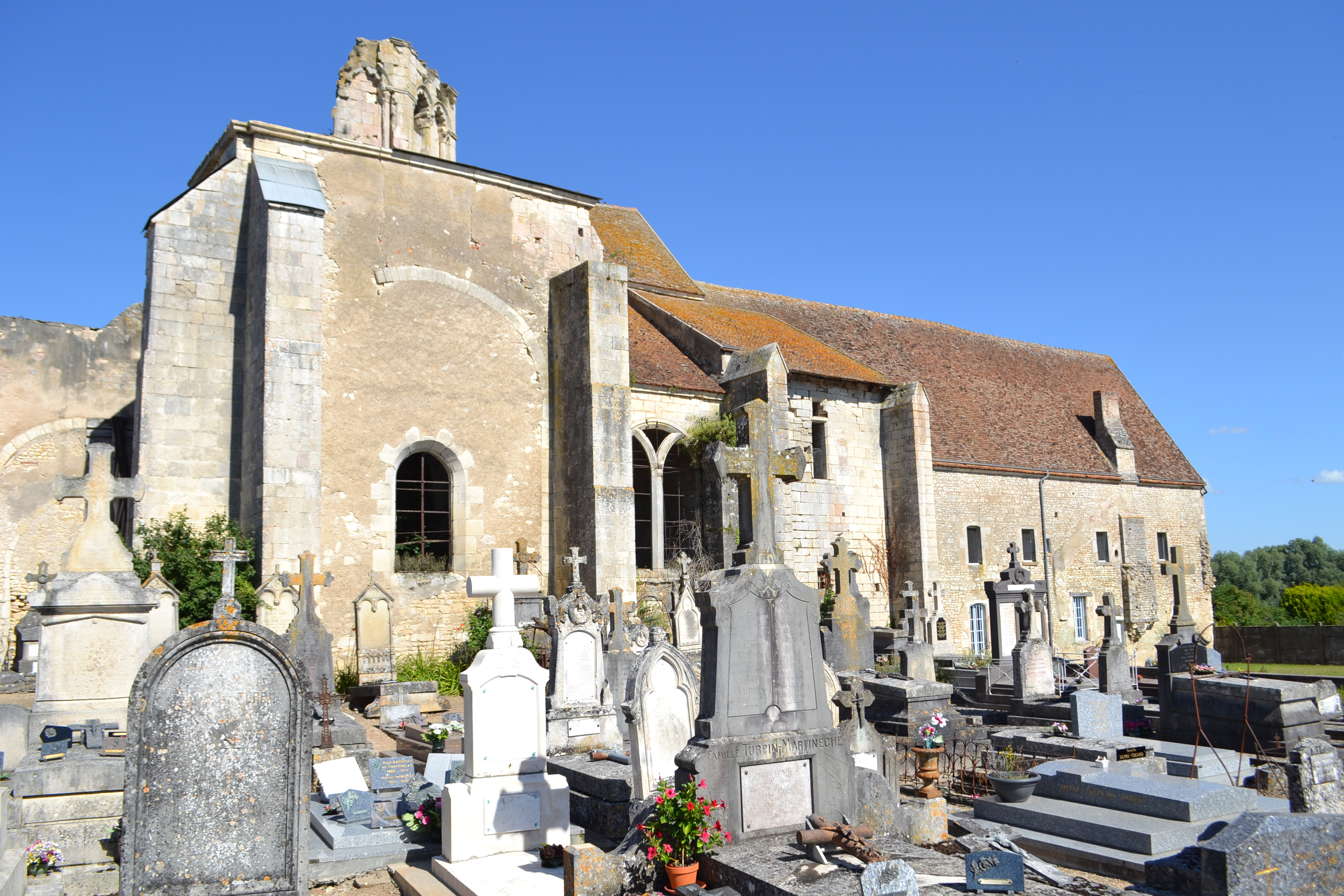
Reste des Klosters Saint-Laurent-lès-Cosne mit Friedhof
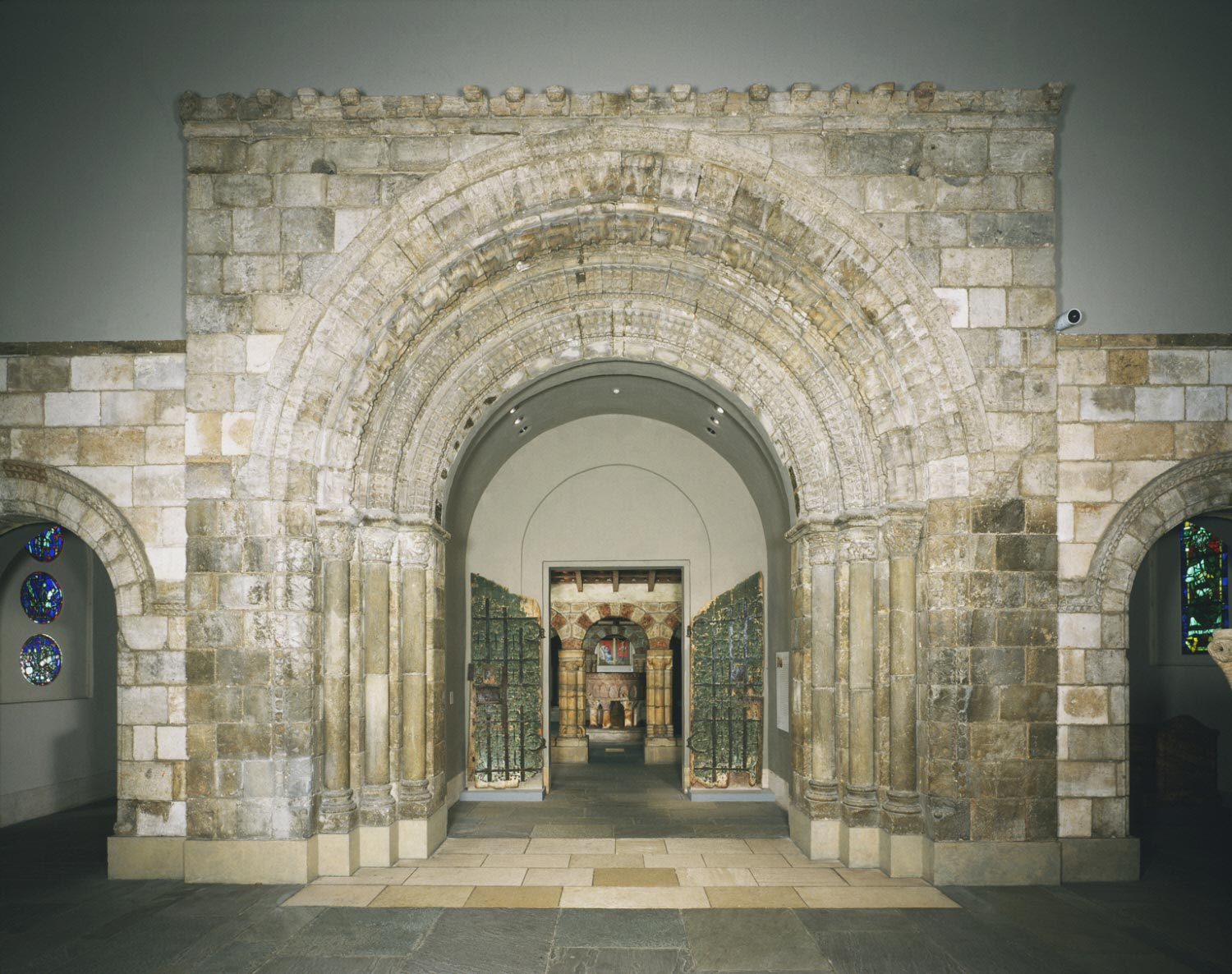
Portal des Klosters Saint-Laurent-lès-Cosne im Museum von Philadelphia